# 小行星7122
小行星7122（英語：7122 Iwasaki）是一颗围绕太阳公转的小行星。1989年3月12日，圓舘金、渡邊和郎在北见发现了此天体。
这颗小行星的绝对星等为283.41930等。